# Estação Ferroviária de Bruçó
A Estação Ferroviária de Bruçó, originalmente denominada de Bruçô, foi uma interface da Linha do Sabor, que servia a localidade de Bruçó, no Distrito de Bragança, em Portugal.

## Descrição
Os vestígios da estação encontram-se a noroeste da localidade de Bruçó, com acesso por estrada via ramal dedicado à EM596 e daí pela EM596-1 numa distância de 2,3 km (desnível acumulado de +10−70 m). O edifício de passageiros situava-se do lado direito da via ascendente (sentido Duas Igrejas).

## História

### Construção e inauguração
Em 16 de Fevereiro de 1908, a Gazeta dos Caminhos de Ferro relatou que iria ser apresentado ao Conselho Superior de Obras Públicas o plano para o lanço entre Carviçais e Bruçó da Linha do Sabor.
Em 1 Julho de 1926, a Gazeta dos Caminhos de Ferro noticiou que as obras na Linha do Sabor a partir de Carviçais iriam ser retomadas, depois de um largo período de suspensão; nesta altura, há já alguns anos que estavam terminadas várias estações, incluindo a de Bruçô. Em 1 de Junho de 1930, abriu o troço entre Lagoaça e Mogadouro, onde esta estação se inseria.
Em Janeiro de 1933, estavam em construção casas para habitação dos carregadores, obra que foi concluída no ano seguinte.

### Encerramento
A Linha do Sabor foi totalmente encerrada à exploração em 1 de Agosto de 1988.